# مسجد كامبونج ماسين
مسجد كامبونج ماسين يقع المسجد في منطقة كامبونج ماسين، والتي تبعد حوالي أربعة وعشرين كيلومتر من مدينة بندر سري بكاوان عاصمة بروناي .

## البناء
تم البدء في بناء مسجد كامبونج ماسين في عام 1986، على موقع أرض مساحته 2 فدان، وتم اكتمل البناء في عام 1987 .

## الافتتاح
افتتح رسميا مسجد كامبونج ماسين من قبل معالي الدكتور الأستاذ زين بن حاجي هيراوين وزير الشؤون الدينية في حكومة بروناي دار السلام، وكان ذلك في السابع والعشرين من شهر محرم عام 1407 هـ الموافق السابع والعشرين نت شهر ديسمبر من عام 1987.

## توسعة المسجد
نظرا لتزايد عدد السكان فقد تم في عام 1990 توسعة مسجد كامبونج ماسين، ليصبح قادر على استيعاب ما مجموعه حوالي 500 مصلي في وقت واحد، ومن بين التسهيلات المتاحة في المسجد وجود لوحة مفاتيح لإدارة المسجد، واحتوائه على مهبط للطائرات العمودية .